# Nina Willner

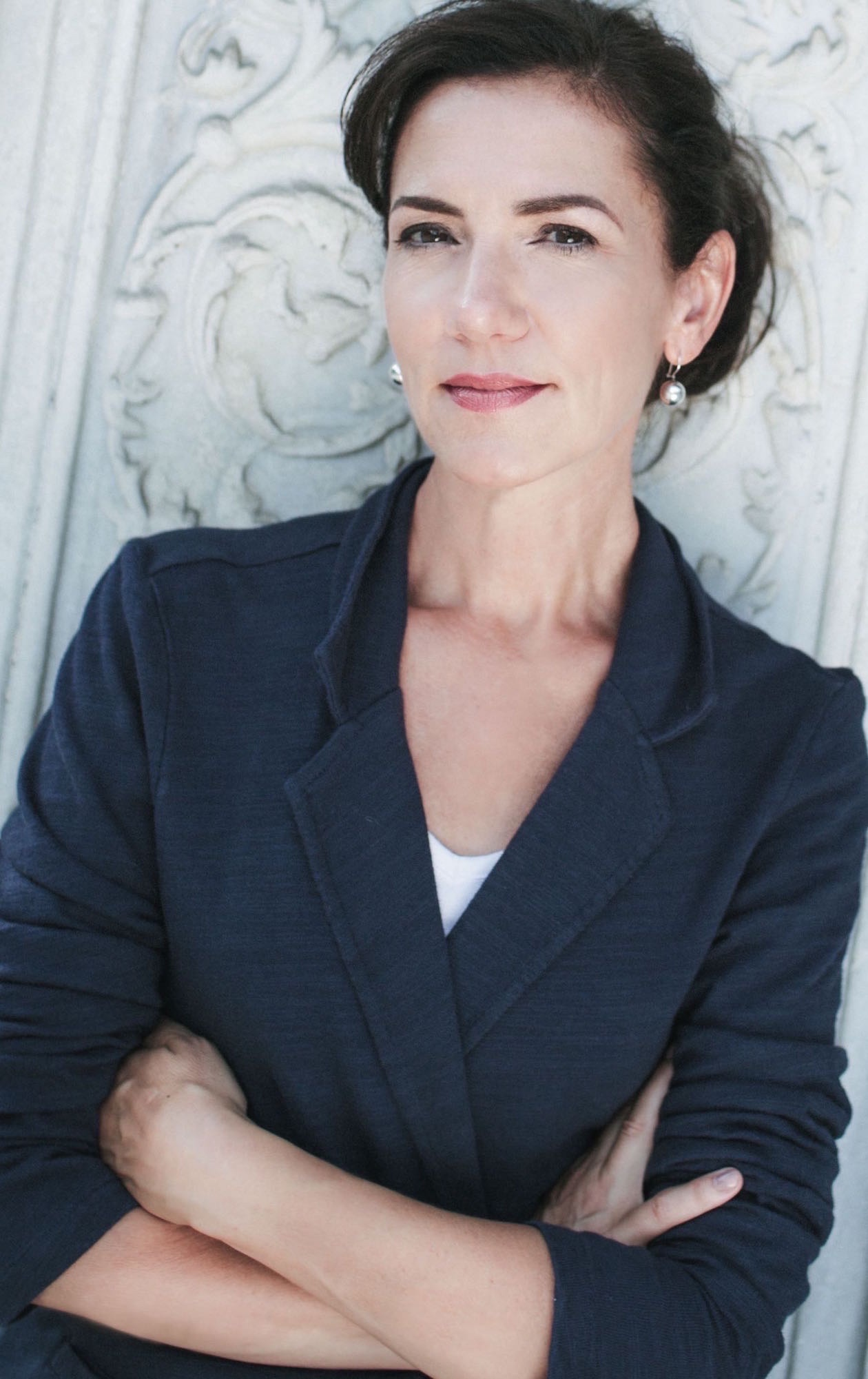
Nina Willner im Jahr 2016

Nina Willner (* 1961 in den Vereinigten Staaten) ist eine US-amerikanische Sachbuchautorin sowie ehemalige Geheimdienstoffizierin der United States Army Intelligence und Missionsleiterin der US-Militärverbindungsmission in Westberlin.

## Leben und Wirken
Willners Vorfahren stammen aus Deutschland. Ihr Vater Eddie Willner ist ein jüdischer Überlebender der Konzentrationslager Auschwitz und Buchenwald, dem im April 1945 die Flucht aus dem KZ Langenstein-Zwieberge gelang. Er emigrierte nach dem Zweiten Weltkrieg in die USA, diente zunächst in der US-Army und später beim United States Army Intelligence. Ihre Mutter Johanna war Lehrerin und flüchtete vor der Schließung der innerdeutschen Grenze nach Westdeutschland, wo sie in Heidelberg Willners Vater kennenlernte und mit ihm 1960 in die USA zog. Willner wurde in den Vereinigten Staaten geboren und wuchs mit fünf Geschwistern in Falls Church, Virginia auf.
Nach dem Erlangen der Hochschulreife studierte sie Psychologie und erlangte einen Bachelor-Abschluss. Danach trat sie 1982 in die US-Army ein, absolvierte dort als eine der ersten weiblichen Teilnehmer die Fallschirmsprungausbildung in der United States Army Airborne School (Airborne and Ranger Training Brigade (ARTB)) in Fort Benning sowie verschiedene geheimdienstliche Ausbildungen im United States Army Intelligence Center in Fort Huachuca. Bereits im Folgejahr 1983 wurde Willner in Westberlin bei der US Military Liaison Mission eingesetzt und wurde dort später Missionsleiterin.
Durch die Herkunft ihrer Familie hatte sie verschiedene Verwandte in der ehemaligen DDR, wie beispielsweise ihre Cousine Cordula Vogel, die Bahnradsportlerin beim SC Karl-Marx-Stadt war und 1989 DDR-Meisterin im Punktefahren wurde. Ihre Familie in der DDR lernte Willner nach eigener Aussage aber erst nach der Wende kennen.
Nach ihrer Geheimdienstkarriere war Willner zunächst für verschiedene Wohltätigkeits- und Menschenrechtsorganisationen unter anderem in Russland, Tschechien, Kanada und der Türkei tätig und wurde später international als Sachbuchautorin bekannt. Ihr Buch Forty Autums wurde vom The Christian Science Monitor als eines der 15 besten Sachbücher des Jahres 2016 gewählt und erschien international in acht Sprachen.
Willner ist verheiratet und hat vier Kinder. Sie lebt in Washington, D.C. und Istanbul.

## Werke (Auswahl)
- Forty Autumns: A Family's Story of Courage and Survival on Both Sides of the Berlin Wall. HarperCollins, 2016, ISBN 978-0062410313
  - Vierzig Herbste: Eine Familiengeschichte im Kalten Krieg. Propyläen Verlag, 2017, ISBN 978-3549074770
- The Boys in the Light: An Extraordinary World War II Story of Survival, Faith, and Brotherhood. Random House, 2025, ISBN 978-0593471272